# Menesia bipunctata
Menesia bipunctata is een keversoort uit de familie boktorren (Cerambycidae). De wetenschappelijke naam van de soort is voor het eerst geldig gepubliceerd in 1829 door Zoubkov.